# Condado de Wheeler (Geórgia)
O Condado de Wheeler, é um dos 159 condados do Estado americano de Geórgia. A sede do condado é Alamo, e sua maior cidade é Alamo. O condado possui uma área de 777 km², uma população de 6 179 habitantes, e uma densidade populacional de 8 hab/km² (segundo o censo nacional de 2000). O condado foi fundado em 14 de agosto de 1912.